# Bond van Kommunistische Strijd- en Propagandaclubs
De Bond van Kommunistische Strijd- en Propagandaclubs (BKSP) was een Nederlandse anti-stalinistische communistische organisatie die bestond van 1924 tot 1927. Oprichters van de bond waren onder anderen Henriette Roland Holst en Jacques de Kadt.